# Publius alani
Publius alani es una especie de coleóptero de la familia Passalidae.

## Distribución geográfica
Habita en Ecuador.